# Conte antillais
 (septembre 2022).
Le conte aux Antilles joue un rôle primordial dans la culture orale. Issu des transhumances forcées, la culture orale à travers la pratique du conte aux Antilles revêt une dimension forte : elle est la littérature orale, ou plutôt l'oraliture. Contrairement aux contes occidentaux, le conte créole est imprégné du contexte socio-historique dans lequel il se développe et ainsi, en arrière-fond les croyances et le système social, ici le modèle de l'habitation-plantation, tissent une toile qui permet, dans ce contexte, de saisir le conte. Néanmoins, loin de se réduire à ces dimensions d'interprétation, le conte antillais à travers tout un système symbolique est garant de la connaissance, support même des enseignements qui se transmettent de génération en génération et ainsi le conte créole est la forme que revêtent les enseignements.

## Histoire et origine du conte antillais
Le conte utilisé comme moyen d’éducation en Afrique connaît un essor dans la littérature antillaise. En effet, avec l’esclavage, les Africains ont été forcés à quitter leurs lieux en ce sens emportèrent avec eux la tradition africaine dans leurs nouvelles localités. Les Antilles, colonisées par les Espagnols, les Anglais et les Français, furent pendant plus de trois siècles le lieu de destination des esclaves de la traite des Noirs. Issu du conte africain originel, le conte antillais fut l’un des rares modes d’expressions ayant permis aux esclaves puis à leurs descendants d’exprimer leurs sentiments et leurs révoltes à l’égard de la société coloniale. Cette tradition du contage perdure, surtout à l’occasion d’événements particulièrement tragiques. Lors des veillés funéraires, l’entourage du défunt se réunit en cercle, près de la maison où le corps est exposé. Les conteurs se succèdent jusqu’au lever du jour et relatent aux enfants et aux adultes des histoires où des anecdotes sur la vie du disparu. Entre ces récits, on chante, on lance des devinettes. Au petit jour, les flambeaux s’éteignent et chacun se retire après un bref passage auprès du défunt. Le conte ne se disait qu’en créole. Pour maintenir l’attention, les conteurs interrompaient leurs récits par des retentissants : “yé krik”, ou bien, plus loin dans le conte, “yé mistikrik”. Les auditeurs répondraient en chœur : “yé krak”, ou bien “yé mistikrak”. De temps en temps, il lançait : "est-ce que la cour dort?”, “non la cour ne dort pas” répondait-on en chœur, “si la cour ne dort pas, qu’elle écoute encore ce que je vais raconter”, et le conteur poursuivait sa prestation. Le conteur met en scène des personnages et des animaux qui parodient des personnages humains en rapport avec la société esclavagiste. Le conte créole était pour les esclaves une distraction mais aussi un exutoire, un moyen de résistance à l’oppression, une manière de s’exprimer, comme la musique et la danse.

## Les personnages

### Les personnages féminins

#### La belle jeune fille
Dans le conte antillais, la figure féminine est bien souvent réduite à sa dimension physique. De nombreux contes participent à mettre en avant le caractère esthétique de la beauté féminine comme l’un des motifs principaux permettant à l’action de prendre forme, de se déployer en donnant un point de départ aux péripéties du personnage principal. L’utilisation de ce motif diffère cependant en fonction du rôle que joue le personnage féminin : soit qu’il revêt un statut qu’on pourrait qualifier de “victime” connotant une dimension positive (la victime est toujours vue à travers le prisme du pathos, et plus précisément l’empathie), ou au contraire, celui de “bourreau”, le personnage féminin connotant ainsi une dimension négative (qui plaint le bourreau ?). En effet, dans le cas de la figure de la jeune femme d’une beauté certaine, cet aspect joue souvent en sa défaveur. Dans le conte La belle-sans-connaître, la fille du roi d’une indicible beauté, est offerte en mariage par son père sans même son consentement préalable : le triste sort d’une fille qui a le malheur d’être belle se conjugue bien souvent avec une dimension tragique (n’avons nous pas ici affaire à la “beauté fatale”?).

#### La diablesse
La diablesse, quant à elle, incarne la figure de l’antagoniste, générant les circonstances qui entraînent les péripéties auxquelles fait face le héros. En ce sens, elle est nécessaire au déploiement de l’action. C’est par le biais de sa beauté que la figure de la diablesse dans le conte joue un rôle précurseur au sens étymologique du terme, c’est-à-dire qui précède l’action ou plutôt la mise en action du protagoniste principal qui aura pour tâche de dénouer, de surmonter les obstacles dressés par la diablesse. Ainsi, la beauté de la diablesse est une arme, un piège permettant d’attirer ses proies masculines en quête de conquêtes. Ici, la beauté connote un aspect négatif de par l’utilisation qui en est faite : la beauté est une illusion qui agite la pulsion sexuelle du personnage masculin qui, ainsi soumis à ses envies libidinales, ne peut résister et finit bien souvent par tomber dans le piège dressé devant lui et par se faire tuer (la diablesse a pour archétype la femme fatale). On voit qu’ici, contrairement au personnage dramatique de la belle jeune fille dont la beauté sublime constitue une malédiction, l’aspect physique est ici synonyme de danger, de piège. 

#### La mère
À côté des deux figures susmentionnées, en voilà une autre qui, contrairement aux deux premières, n’est pas fortement associée à la beauté, sans pour autant omettre la dimension physique qui constitue littéralement sa seule raison d’être : la mère. En effet, la figure de la mère dans le conte créole n’est pas qualifiée par ses traits physiques mais subsiste par la fonction naturelle de toute femme, celle d’enfanter. De ce fait, elle n’est considérée que dans ce paradigme, celui de procréer, c’est la mère du héros qui n’a d’importance que pour avoir mis au monde ce héros. Ainsi, elle n’est perçue que dans un rapport dialectique avec un autre personnage qui lui, bien souvent une figure masculine, concentre toute l’attention : elle n’a donc pas d’existence propre et en ce sens occupe de facto un rôle secondaire. En étant relayé au second plan, le personnage de la mère participe à dresser la toile de fond nécessaire à l’exposition de l’action, sa valeur est alors de donner une origine, une cause qui permet d’établir la présence du héros hic et nunc (c’est la toile sur laquelle le peintre ajoute des couleurs). 
La figure féminine, quelle que soit son expression, est bien souvent réduite à sa dimension physique. De plus, elle n’a de valeur qu’en tant qu’elle permet au héros de s'illustrer : la belle jeune fille constitue le motif de la mise en action du héros tandis que la diablesse n’est autre que l'antagoniste que doit affronter le héros (et donc par dichotomie plus cette figure est sombre, et plus le héros est brave) et enfin la mère, elle, est la cause de la présence du héros. De manière synthétique, la figure féminine comme on peut le voir permet de donner un cadre dans lequel se déploie l’action. 

### Les personnages masculins

#### La figure du père
En ce qui concerne la figure masculine du père, dans bien des contes, celle-ci est absente. Elle est remplacée par celle du parrain, ou bien celle du maître d'habitation. Dans ce deuxième cas, il est nécessaire d’avoir en perspective le modèle de l’habitation-plantation, microcosme où le maître de plantation, dans le conte créole, s’avère être le père biologique du héros. Néanmoins, ce personnage dénotant une filiation paternelle avec le héros, connote une rivalité avec ce dernier : le maître devient l’antagoniste, le geôlier qui empêche l'épanouissement de la mère du héros, motif qui dresse ce héros face à son père gentil.

#### La figure du héros
Le jeune homme courageux, lui, est le protagoniste principal, celui qui brave les obstacles par son intelligence. En effet, dans les contes créoles le protagoniste principal n’est souvent pas doté d’une capacité surnaturelle, malgré la dimension merveilleuse du conte. En effet, il est caractérisé par son intelligence et sa bravoure qui couplées lui permettent de surmonter les épreuves qui se dressent face à lui.